# Dschumādā th-thāniya
Dschumādā th-thāniya (arabisch جمادى الثانية, DMG Ǧumādā ṯ-ṯāniya), Dschumādā l-āchira (جمادى الآخرة, DMG Ǧumādā l-āḫira) oder Dschumada l-uchra (جمادى الأخرى, DMG Ǧumādā l-uḫrā), auch kurz Dschumādā II.  (auch die männlichen Formen Dschumādā th-thanī / جمادى الثاني / Ǧumādā ṯ-ṯānī und Dschumādā l-āchir / جمادى الآخر / Ǧumādā l-āḫir werden verwendet), ist der sechste Monat des islamischen Kalenders.

## Bedeutung
Im Dschumādā th-thāniya gibt es keinen offiziellen für alle Muslime gültigen Feiertag. In der südindischen Stadt Nagore wird am neunten Tag des Monats des dort begrabenen Sufi-Heiligen Syed Shahul Hamid Qadir Vali gedacht. Am 20. Tag des Monats wird von manchen Gläubigen der Geburtstag der Fātima bint Muhammad gefeiert.
Für manche gelten der erste und elfte Tag des Monats als negative Tage.